# اینزیماخی
اینزیماخی (به لاتین: Inzimakhi) یک منطقهٔ مسکونی در روسیه است که در شهرستان آگولسکی واقع شده‌است.